# BMW International Open
Das BMW International Open ist ein internationales Golfturnier der DP World Tour, einer von der PGA European Tour betriebenen Turnierserie. Es wurde seit 1989 jährlich auf der Anlage des Golfclub München Eichenried ausgetragen. Dreimal (1994–1996) wurde diese Serie unterbrochen und das Turnier auf der Anlage des St. Eurach Land- und Golfclubs ausgetragen. Ab dem Jahr 2012 wurde das Turnier, im jährlichen Wechsel auf Gut Lärchenhof in Pulheim bei Köln und Eichenried ausgetragen. Seit 2019 wird das Turnier wieder ausschließlich in Eichenried ausgetragen.
Mit 2,75 Millionen Euro Preisgeld liegt die Veranstaltung im Durchschnitt der erstrangigen europäischen Turnierserie (DP World Tour). Mit einem Zuschauerdurchschnitt von ungefähr 60.000 Besuchern während der gesamten Turnierwoche sind die BMW International Open das größte professionelle Golfturnier in Deutschland. Bei der 20. Auflage, im Jahr 2008, gelang Martin Kaymer als erstem Deutschen der Sieg, nachdem Bernhard Langer mehrmals den zweiten Platz belegt hatte.

## Siegerliste
|      |                                 |                                 |
| Jahr | Sieger                          | Nationalität                    |
| 2025 | Daniel Brown (Golfer)           | England                         |
| 2024 | Ewen Ferguson                   | Schottland                      |
| 2023 | Thriston Lawrence               | Südafrika                       |
| 2022 | Li Haotong                      | Volksrepublik China             |
| 2021 | Viktor Hovland                  | Norwegen                        |
| 2020 | kein Turnier, COVID-19-Pandemie | kein Turnier, COVID-19-Pandemie |
| 2019 | Andrea Pavan                    | Italien                         |
| 2018 | Matt Wallace                    | England                         |
| 2017 | Andrés Fabián Romero            | Argentinien                     |
| 2016 | Henrik Stenson (2)              | Schweden                        |
| 2015 | Pablo Larrazábal (2)            | Spanien                         |
| 2014 | Fabrizio Zanotti                | Paraguay                        |
| 2013 | Ernie Els                       | Südafrika                       |
| 2012 | Danny Willett                   | England                         |
| 2011 | Pablo Larrazábal                | Spanien                         |
| 2010 | David Horsey                    | England                         |
| 2009 | Nick Dougherty                  | England                         |
| 2008 | Martin Kaymer                   | Deutschland                     |
| 2007 | Niclas Fasth                    | Schweden                        |
| 2006 | Henrik Stenson                  | Schweden                        |
| 2005 | David Howell                    | England                         |
| 2004 | Miguel Angel Jiménez            | Spanien                         |
| 2003 | Lee Westwood                    | England                         |
| 2002 | Thomas Bjørn (2)                | Dänemark                        |
| 2001 | John Daly                       | Vereinigte Staaten              |
| 2000 | Thomas Bjørn                    | Dänemark                        |
| 1999 | Colin Montgomerie               | Schottland                      |
| 1998 | Russell Claydon                 | England                         |
| 1997 | Robert Karlsson                 | Schweden                        |
| 1996 | Marc Farry                      | Frankreich                      |
| 1995 | Frank Nobilo                    | Neuseeland                      |
| 1994 | Mark McNulty                    | Simbabwe (seit 2003 Irland)     |
| 1993 | Peter Fowler                    | Australien                      |
| 1992 | Paul Azinger (2)                | Vereinigte Staaten              |
| 1991 | Sandy Lyle                      | Schottland                      |
| 1990 | Paul Azinger                    | Vereinigte Staaten              |
| 1989 | David Feherty                   | Nordirland                      |